# Ja'akov Ašer
Ja'akov Ašer (hebrejsky יעקב אשר‎, * 2. července 1965 Ramat Gan), je izraelský politik, poslanec Knesetu za stranu Sjednocený judaismus Tóry, respektive za její součást Degel ha-Tora.

## Biografie
Počátkem 90. let se zapojil do činnosti strany Degel ha-Tora, jež se odštěpila od strany Agudat Jisra'el. Podílel se na organizování jejích místních struktur v rodném Ramat Ganu.
Ve volbách v roce 2013 byl zvolen do Knesetu za alianci Sjednocený judaismus Tóry, v jejímž rámci je členem strany Degel ha-Tora. Předtím od roku 2008 působil na postu starosty města Bnej Brak, když již předtím zastával významné posty v tamní samosprávě, včetně funkce místostarosty. Po svém zvolení do Knesetu se ovšem starostenského postu musel podle pravidel souběhu funkcí vzdát.
Ve volbách v roce 2015 kandidoval do Knesetu znovu na sedmém místě kandidátky. Jelikož seskupení získalo pouze šest mandátů, Ašer o svůj poslanecký mandát přišel. Znovu ho získal 22. května 2016, kdy převzal mandát Me'ira Poruše, který mu jej svým odstoupením uvolnil v rámci rotační dohody mezi Degel ha-Tora a Agudat Jisra'el.